# Papamosques de l'illa de Flores
El papamosques de l'illa de Flores (Cyornis oscillans) és una espècie d'ocell de la família dels muscicàpids (Muscicapidae). És endèmic de Flores, una de les illes Petites de la Sonda, a Indonèsia. El seu estat de conservació és de risc mínim.

## Taxonomia
Segons el Handook of the Birds of the World i la quarta versió de la BirdLife International Checklist of the birds of the world (Desembre 2019), una subespècie de Cyornis oscillans endèmica de l'illa veïna de Sumba (C. o. stresemanni)', constituiria una espècie apart (Cyornis stresemanni). Aquest desmembrament, no fou reconegut pel Congrés Ornitològic Internacional fins al 2021. Els tàxons resultants foren:
- Cyornis oscillans (stricto sensu) - Papamosques de l'illa de Flores.
- Cyornis stresemanni - papamosques de Sumba fosc.

Val a dir que en la literatura anglòfona el tàxon original era anomenat «Russet-backed jungle flycatcher» i a partir de 2021 passà a anomenar-se «Flores jungle flycatcher».